# Mercan'Tour Classic Alpes-Maritimes 2022
Le Mercan'Tour Classic Alpes-Maritimes 2022, est la 2e édition de cette course cycliste sur route masculine. Il a lieu le 31 mai 2022 dans le département des Alpes-Maritimes, dans le sud de la France, et fait partie du calendrier UCI Europe Tour 2022 en catégorie 1.1. Le Danois Jakob Fuglsang (Israel-Premier Tech) remporte la course en solitaire.

## Présentation

### Parcours
Le départ est donné de Puget-Théniers, dans la moyenne vallée du Var que les coureurs suivent vers le Sud jusqu'à Villars-sur-Var avant de rejoindre la vallée de la Tinée. Arrivé à Plan-du-Var, le peloton s'engage vers le Nord en remontant la vallée de la Vésubie afin d'atteindre Saint-Martin-Vésubie où se joue le premier sprint de la journée et le Col de la Colmiane, repertorié en première catégorie. Après une descente de près de vingt kilomètres, les coureurs traversent Saint-Sauveur-sur-Tinée où est prévu le second sprint et débutent l'ascension du Col de la Couillole, classé hors catégorie et déjà emprunté lors de la précédente édition. Une fois au sommet, une courte descente amène à Beuil avant de remonter à Valberg pour un premier passage sur la ligne d'arrivée avec un troisième sprint. Le peloton roule finalement vers Guillaumes en passant par Péone avant de rejoindre l'arrivée par une ascension de douze kilomètres vers Valberg.

### Équipes participantes
Classé en catégorie 1.1 de l'UCI Europe Tour, le Mercan'Tour Classic Alpes-Maritimes est par conséquent ouvert aux WorldTeams dans la limite de 50 % des équipes participantes, aux équipes continentales professionnelles, aux équipes continentales et aux équipes nationales.
Dix-sept équipes participent à cette course : sept WorldTeams, quatre équipes continentales professionnelles et six équipes continentales.
| WorldTeams (7)- AG2R Citroën Team - Cofidis - Groupama-FDJ - Israel-Premier Tech - Intermarché-Wanty-Gobert Matériaux - Lotto-Soudal - Movistar Team ProTeams (4)- Arkéa-Samsic - B&B Hotels-KTM - Equipo Kern Pharma - TotalEnergies Équipes continentales (6)- China Glory Continental Cycling Team - Electro Hiper Europa-Caldas - Global 6 Cycling - Nice Métropole Côte d'Azur - Saint Michel-Auber 93 - UC Nantes Atlantique |
| |

### Récit de la course
Tôt dans cette course, une échappée de cinq coureurs (Théo Delacroix, Valentin Ferron, Alessandro Verre, Lawrence Warbasse et Sebastian Schönberger) se forme et franchit la première difficulté du jour : le Col de la Colmiane. Néanmoins, le peloton emmené par l'équipe Israel-Premier Tech, épaulée de la Groupama-FDJ, récupère ce groupe. Le jeune français Lenny Martinez (Groupama-FDJ) impose un rythme soutenu qui disperse les membres du peloton qui ne comporte plus que quatorze coureurs. Thibaut Pinot roule à son tour jusqu'au pied de l'ascension vers Valberg pour emmener son leader du jour, David Gaudu mais ce dernier se retrouve seul face aux attaques des hommes d'Israel-Premier Tech lorsque Pinot se relève. À six kilomètres de l'arrivée, c'est finalement le futur vainqueur, Jakob Fuglsang, qui parvient à décrocher les derniers coureurs du groupe de tête tandis que David Gaudu ne parvient pas à suivre Michael Woods au sprint dans les derniers mètres, le Canadien permettant ainsi un doublé de son équipe.

## Classements

### Classement final
| \| Classement général \| Classement général \| Classement général \| Classement général \| Classement général \| \| Coureur \| Coureur \| Pays \| Équipe \| Temps \| \| ------------------ \| --------------------- \| ------------------ \| ---------------------------------- \| ------------------ \| \| 1er \| Jakob Fuglsang \| Danemark \| Israel-Premier Tech \| 4 h 50 min 34 s \| \| 2e \| Michael Woods \| Canada \| Israel-Premier Tech \| + 31 s \| \| 3e \| David Gaudu \| France \| Groupama-FDJ \| + 34 s \| \| 4e \| Jesús Herrada \| Espagne \| Cofidis \| + 1 min 05 s \| \| 5e \| Steff Cras \| Belgique \| Lotto-Soudal \| + 1 min 07 s \| \| 6e \| Louis Meintjes \| Afrique du Sud \| Intermarché-Wanty-Gobert Matériaux \| + 1 min 46 s \| \| 7e \| Matteo Jorgenson \| États-Unis \| Movistar Team \| + 2 min 03 s \| \| 8e \| Lenny Martinez \| France \| Groupama-FDJ \| + 2 min 53 s \| \| 9e \| Michel Ries \| Luxembourg \| Arkéa-Samsic \| + 3 min 15 s \| \| 10e \| Sébastien Reichenbach \| Suisse \| Groupama-FDJ \| + 3 min 49 s \| |                       |                |                                    |                 |
| |                       |                |                                    |                 |
| Source : ProCyclingStats |                       |                |                                    |                 |
| Classement général |                       |                |                                    |                 |
| Coureur | Coureur               | Pays           | Équipe                             | Temps           |
| 1er | Jakob Fuglsang        | Danemark       | Israel-Premier Tech                | 4 h 50 min 34 s |
| 2e | Michael Woods         | Canada         | Israel-Premier Tech                | + 31 s          |
| 3e | David Gaudu           | France         | Groupama-FDJ                       | + 34 s          |
| 4e | Jesús Herrada         | Espagne        | Cofidis                            | + 1 min 05 s    |
| 5e | Steff Cras            | Belgique       | Lotto-Soudal                       | + 1 min 07 s    |
| 6e | Louis Meintjes        | Afrique du Sud | Intermarché-Wanty-Gobert Matériaux | + 1 min 46 s    |
| 7e | Matteo Jorgenson      | États-Unis     | Movistar Team                      | + 2 min 03 s    |
| 8e | Lenny Martinez        | France         | Groupama-FDJ                       | + 2 min 53 s    |
| 9e | Michel Ries           | Luxembourg     | Arkéa-Samsic                       | + 3 min 15 s    |
| 10e | Sébastien Reichenbach | Suisse         | Groupama-FDJ                       | + 3 min 49 s    |

### Classements annexes

#### Classement par points
| Classement par points | Classement par points | Classement par points | Classement par points              | Classement par points |
| Coureur               | Coureur               | Pays                  | Équipe                             | Points                |
| --------------------- | --------------------- | --------------------- | ---------------------------------- | --------------------- |
| 1er                   | Sebastian Schönberger | Autriche              | B&B Hotels-KTM                     | 30 pts                |
| 2e                    | Théo Delacroix        | France                | Intermarché-Wanty-Gobert Matériaux | 18 pts                |
| 3e                    | Thibaut Pinot         | France                | Groupama-FDJ                       | 10 pts                |
| 4e                    | Valentin Ferron       | France                | TotalEnergies                      | 8 pts                 |
| 5e                    | Jesús Herrada         | Espagne               | Cofidis                            | 6 pts                 |
| 6e                    | Sébastien Reichenbach | Suisse                | Groupama-FDJ                       | 4 pts                 |
| 7e                    | Alessandro Verre      | Italie                | Arkéa-Samsic                       | 4 pts                 |

#### Classement de la montagne
| Classement de la montagne | Classement de la montagne | Classement de la montagne | Classement de la montagne        | Classement de la montagne |
| Coureur                   | Coureur                   | Pays                      | Équipe                           | Points                    |
| ------------------------- | ------------------------- | ------------------------- | -------------------------------- | ------------------------- |
| 1er                       | David Gaudu               | France                    | Groupama-FDJ                     | 25 pts                    |
| 2e                        | Lenny Martinez            | France                    | Équipe continentale Groupama-FDJ | 20 pts                    |
| 3e                        | Michael Woods             | Canada                    | Israel-Premier Tech              | 18 pts                    |
| 4e                        | Jakob Fuglsang            | Danemark                  | Israel-Premier Tech              | 15 pts                    |
| 5e                        | Lawrence Warbasse         | États-Unis                | AG2R Citroën Team                | 15 pts                    |
| 6e                        | Sebastian Schönberger     | Autriche                  | B&B Hotels-KTM                   | 10 pts                    |
| 7e                        | Christopher Froome        | Royaume-Uni               | Israel-Premier Tech              | 8 pts                     |
| 8e                        | Valentin Ferron           | France                    | TotalEnergies                    | 8 pts                     |
| 9e                        | Thibaut Pinot             | France                    | Groupama-FDJ                     | 6 pts                     |

#### Classement du meilleur jeune
| Classement du meilleur jeune | Classement du meilleur jeune | Classement du meilleur jeune | Classement du meilleur jeune       | Classement du meilleur jeune |
| Coureur                      | Coureur                      | Pays                         | Équipe                             | Temps                        |
| ---------------------------- | ---------------------------- | ---------------------------- | ---------------------------------- | ---------------------------- |
| 1er                          | Matteo Jorgenson             | États-Unis                   | Movistar Team                      | 4 h 52 min 37 s              |
| 2e                           | Lenny Martinez               | France                       | Équipe continentale Groupama-FDJ   | + 50 s                       |
| 3e                           | Michel Ries                  | Luxembourg                   | Arkéa-Samsic                       | + 1 min 12 s                 |
| 4e                           | José Félix Parra             | Espagne                      | Equipo Kern Pharma                 | + 5 min 36 s                 |
| 5e                           | Andreas Kron                 | Danemark                     | Lotto-Soudal                       | + 7 min 38 s                 |
| 6e                           | Georg Zimmermann             | Allemagne                    | Intermarché-Wanty-Gobert Matériaux | + 8 min 23 s                 |
| 7e                           | Yaël Joalland                | France                       | Team U Nantes Atlantique           | + 11 min 21 s                |
| 8e                           | Valentin Ferron              | France                       | TotalEnergies                      | + 14 min 46 s                |
| 9e                           | Maxim Van Gils               | Belgique                     | Lotto-Soudal                       | + 15 min 59 s                |
| 10e                          | Heberth Alejandro Gutiérrez  | Colombie                     | Electro Hiper Europa-Caldas        | + 15 min 59 s                |

## Liste des participants
| Cofidis COF | Cofidis COF           | Cofidis COF |
| ----------- | --------------------- | ----------- |
| Num         | Coureur               | Pos         |
| 1           | Ion Izagirre (ESP)    | 30e         |
| 2           | Jesús Herrada (ESP)   | 4e          |
| 3           | François Bidard (FRA) | AB          |
| 4           | Rubén Fernández (ESP) | AB          |
| 5           | Simon Geschke (GER)   | AB          |
| 6           | José Herrada (ESP)    | 19e         |
| 7           | Victor Lafay (FRA)    | 63e         |

| AG2R Citroën Team ACT | AG2R Citroën Team ACT        | AG2R Citroën Team ACT |
| --------------------- | ---------------------------- | --------------------- |
| Num                   | Coureur                      | Pos                   |
| 11                    | Geoffrey Bouchard (FRA)      | 13e                   |
| 12                    | Clément Champoussin (FRA)    | AB                    |
| 13                    | Clément Venturini (FRA)      | 39e                   |
| 14                    | Bob Jungels (LUX)            | 28e                   |
| 15                    | Valentin Paret-Peintre (FRA) | AB                    |
| 16                    | Lawrence Warbasse (USA)      | 31e                   |

| Groupama-FDJ GFC | Groupama-FDJ GFC            | Groupama-FDJ GFC |
| ---------------- | --------------------------- | ---------------- |
| Num              | Coureur                     | Pos              |
| 21               | Antoine Duchesne (CAN)      | 46e              |
| 22               | David Gaudu (FRA)           | 3e               |
| 23               | Rudy Molard (FRA)           | NP               |
| 24               | Quentin Pacher (FRA)        | 34e              |
| 25               | Thibaut Pinot (FRA)         | 17e              |
| 26               | Sébastien Reichenbach (SUI) | 10e              |
| 27               | Lenny Martinez (FRA)        | 8e               |

| Israel-Premier Tech IPT | Israel-Premier Tech IPT  | Israel-Premier Tech IPT |
| ----------------------- | ------------------------ | ----------------------- |
| Num                     | Coureur                  | Pos                     |
| 31                      | Sebastian Berwick (AUS)  | AB                      |
| 32                      | Christopher Froome (GBR) | 11e                     |
| 33                      | Jakob Fuglsang (DEN)     | 1er                     |
| 34                      | Omer Goldstein (ISR)     | AB                      |
| 35                      | Hugo Houle (CAN)         | 35e                     |
| 36                      | James Piccoli (CAN)      | AB                      |
| 37                      | Michael Woods (CAN)      | 2e                      |

| Intermarché-Wanty-Gobert Matériaux IWG | Intermarché-Wanty-Gobert Matériaux IWG | Intermarché-Wanty-Gobert Matériaux IWG |
| -------------------------------------- | -------------------------------------- | -------------------------------------- |
| Num                                    | Coureur                                | Pos                                    |
| 41                                     | Jan Bakelants (BEL)                    | 24e                                    |
| 42                                     | Théo Delacroix (FRA)                   | 48e                                    |
| 43                                     | Kobe Goossens (BEL)                    | 42e                                    |
| 44                                     | Louis Meintjes (RSA)                   | 6e                                     |
| 45                                     | Hugo Page (FRA)                        | 57e                                    |
| 46                                     | Georg Zimmermann (GER)                 | 22e                                    |

| Lotto-Soudal LTS | Lotto-Soudal LTS         | Lotto-Soudal LTS |
| ---------------- | ------------------------ | ---------------- |
| Num              | Coureur                  | Pos              |
| 51               | Carlos Barbero (ESP)     | 55e              |
| 52               | Steff Cras (BEL)         | 5e               |
| 53               | Andreas Kron (DEN)       | 20e              |
| 54               | Harry Sweeny (AUS)       | AB               |
| 55               | Maxim Van Gils (BEL)     | 41e              |
| 56               | Xandres Vervloesem (BEL) | AB               |
| 57               | Tim Wellens (BEL)        | 56e              |

| Movistar Team MOV | Movistar Team MOV                  | Movistar Team MOV |
| ----------------- | ---------------------------------- | ----------------- |
| Num               | Coureur                            | Pos               |
| 61                | Iñigo Elosegui (ESP)               | AB                |
| 62                | Abner González (PUR)               | 58e               |
| 63                | Matteo Jorgenson (USA)             | 7e                |
| 64                | Gregor Mühlberger (AUT)            | 12e               |
| 65                | Óscar Rodríguez Garaicoechea (ESP) | AB                |
| 66                | Sergio Samitier (ESP)              | AB                |

| Equipo Kern Pharma EKP | Equipo Kern Pharma EKP | Equipo Kern Pharma EKP |
| ---------------------- | ---------------------- | ---------------------- |
| Num                    | Coureur                | Pos                    |
| 71                     | Jon Agirre (ESP)       | AB                     |
| 72                     | Jordi López (ESP)      | AB                     |
| 73                     | José Félix Parra (ESP) | 15e                    |
| 74                     | Urko Berrade (ESP)     | AB                     |
| 75                     | Diego López (ESP)      | AB                     |
| 76                     | Ibon Ruiz (ESP)        | AB                     |
| 77                     | Iván Moreno (ESP)      | 36e                    |

| TotalEnergies TEN | TotalEnergies TEN        | TotalEnergies TEN |
| ----------------- | ------------------------ | ----------------- |
| Num               | Coureur                  | Pos               |
| 81                | Víctor de la Parte (ESP) | 53e               |
| 82                | Fabien Doubey (FRA)      | AB                |
| 83                | Valentin Ferron (FRA)    | 37e               |
| 84                | Alan Jousseaume (FRA)    | AB                |
| 85                | Pierre Latour (FRA)      | AB                |
| 86                | Paul Ourselin (FRA)      | 50e               |
| 87                | Alexis Vuillermoz (FRA)  | 18e               |

| B&B Hotels-KTM BBK | B&B Hotels-KTM BBK          | B&B Hotels-KTM BBK |
| ------------------ | --------------------------- | ------------------ |
| Num                | Coureur                     | Pos                |
| 91                 | Jonathan Hivert (FRA)       | AB                 |
| 91                 | Cyril Gautier (FRA)         | AB                 |
| 92                 | Franck Bonnamour (FRA)      | 49e                |
| 93                 | Sebastian Schönberger (AUT) | 14e                |
| 95                 | Quentin Jauregui (FRA)      | 33e                |
| 96                 | Eliot Lietaer (BEL)         | 27e                |
| 97                 | Pierre Rolland (FRA)        | AB                 |

| Arkéa-Samsic ARK | Arkéa-Samsic ARK       | Arkéa-Samsic ARK |
| ---------------- | ---------------------- | ---------------- |
| Num              | Coureur                | Pos              |
| 101              | Warren Barguil (FRA)   | 16e              |
| 102              | Maxime Bouet (FRA)     | 26e              |
| 103              | Nicolas Edet (FRA)     | 40e              |
| 104              | Michel Ries (LUX)      | 9e               |
| 105              | Łukasz Owsian (POL)    | 47e              |
| 106              | Dayer Quintana (COL)   | 23e              |
| 107              | Alessandro Verre (ITA) | AB               |

| Saint Michel-Auber 93 AUB | Saint Michel-Auber 93 AUB | Saint Michel-Auber 93 AUB |
| ------------------------- | ------------------------- | ------------------------- |
| Num                       | Coureur                   | Pos                       |
| 111                       | Stéphane Rossetto (FRA)   | 21e                       |
| 112                       | Joris Delbove (FRA)       | AB                        |
| 113                       | Flavien Maurelet (FRA)    | AB                        |
| 114                       | Romain Cardis (FRA)       | 60e                       |
| 116                       | Yoann Paillot (FRA)       | AB                        |

| Nice Métropole Côte d'Azur NMC | Nice Métropole Côte d'Azur NMC | Nice Métropole Côte d'Azur NMC |
| ------------------------------ | ------------------------------ | ------------------------------ |
| Num                            | Coureur                        | Pos                            |
| 121                            | Antoine Berlin (MON)           | 38e                            |
| 122                            | Jonathan Couanon (FRA)         | AB                             |
| 123                            | Tristan Delacroix (FRA)        | 61e                            |
| 124                            | Jean Goubert (FRA)             | 59e                            |
| 125                            | Andrea Mifsud                  | AB                             |
| 126                            | Julien Amadori (FRA)           | AB                             |
| 127                            | Maxime Urruty (FRA)            | AB                             |

| Team U Nantes Atlantique 194 | Team U Nantes Atlantique 194  | Team U Nantes Atlantique 194 |
| ---------------------------- | ----------------------------- | ---------------------------- |
| Num                          | Coureur                       | Pos                          |
| 131                          | Louis Barré (FRA)             | AB                           |
| 132                          | Jordan Jegat (FRA)            | 44e                          |
| 133                          | Yaël Joalland (FRA)           | 32e                          |
| 134                          | Mathias Le Turnier (FRA)      | AB                           |
| 135                          | Axel Mariault (FRA)           | AB                           |
| 136                          | Florian Richard Andrade (FRA) | AB                           |
| 137                          | Louis Richard (FRA)           | 25e                          |

| China Glory Continental Cycling Team CGS | China Glory Continental Cycling Team CGS | China Glory Continental Cycling Team CGS |
| ---------------------------------------- | ---------------------------------------- | ---------------------------------------- |
| Num                                      | Coureur                                  | Pos                                      |
| 141                                      | Sean Bennett (USA)                       | 29e                                      |
| 142                                      | Etienne van Empel (NED)                  | AB                                       |
| 143                                      | Reinier Honig (NED)                      | AB                                       |
| 144                                      | Lucas De Rossi (FRA)                     | 51e                                      |
| 145                                      | Changquan Xu (CHN)                       | AB                                       |
| 146                                      | Lyu Xianjing (CHN)                       | AB                                       |
| 147                                      | Nazaerbieke Bieken (CHN)                 | AB                                       |

| Electro Hiper Europa-Caldas EHE | Electro Hiper Europa-Caldas EHE   | Electro Hiper Europa-Caldas EHE |
| ------------------------------- | --------------------------------- | ------------------------------- |
| Num                             | Coureur                           | Pos                             |
| 151                             | Miguel Ángel Ballesteros (ESP)    | 52e                             |
| 152                             | José María García Soriano (ESP)   | 45e                             |
| 153                             | Mateu Estelrich (ESP)             | AB                              |
| 154                             | Thomas Armstrong (GBR)            | 62e                             |
| 155                             | Pablo Alonso Montes (ESP)         | AB                              |
| 156                             | Heberth Alejandro Gutiérrez (COL) | 43e                             |
| 157                             | Esteban Guerrero (COL)            | AB                              |

| Global 6 Cycling GLC | Global 6 Cycling GLC   | Global 6 Cycling GLC |
| -------------------- | ---------------------- | -------------------- |
| Num                  | Coureur                | Pos                  |
| 161                  | Dylan Sunderland (AUS) | 54e                  |
| 162                  | James Mitri (NZL)      | AB                   |
| 163                  | Nícolas Sessler (BRA)  | AB                   |
| 164                  | Ukko Peltonen (FIN)    | AB                   |
| 165                  | Conor Schunk (USA)     | AB                   |
| 166                  | Alex Williams (NZL)    | AB                   |

| Cofidis COF | Cofidis COF           | Cofidis COF |
| ----------- | --------------------- | ----------- |
| Num         | Coureur               | Pos         |
| 1           | Ion Izagirre (ESP)    | 30e         |
| 2           | Jesús Herrada (ESP)   | 4e          |
| 3           | François Bidard (FRA) | AB          |
| 4           | Rubén Fernández (ESP) | AB          |
| 5           | Simon Geschke (GER)   | AB          |
| 6           | José Herrada (ESP)    | 19e         |
| 7           | Victor Lafay (FRA)    | 63e         |

| AG2R Citroën Team ACT | AG2R Citroën Team ACT        | AG2R Citroën Team ACT |
| --------------------- | ---------------------------- | --------------------- |
| Num                   | Coureur                      | Pos                   |
| 11                    | Geoffrey Bouchard (FRA)      | 13e                   |
| 12                    | Clément Champoussin (FRA)    | AB                    |
| 13                    | Clément Venturini (FRA)      | 39e                   |
| 14                    | Bob Jungels (LUX)            | 28e                   |
| 15                    | Valentin Paret-Peintre (FRA) | AB                    |
| 16                    | Lawrence Warbasse (USA)      | 31e                   |

| Groupama-FDJ GFC | Groupama-FDJ GFC            | Groupama-FDJ GFC |
| ---------------- | --------------------------- | ---------------- |
| Num              | Coureur                     | Pos              |
| 21               | Antoine Duchesne (CAN)      | 46e              |
| 22               | David Gaudu (FRA)           | 3e               |
| 23               | Rudy Molard (FRA)           | NP               |
| 24               | Quentin Pacher (FRA)        | 34e              |
| 25               | Thibaut Pinot (FRA)         | 17e              |
| 26               | Sébastien Reichenbach (SUI) | 10e              |
| 27               | Lenny Martinez (FRA)        | 8e               |

| Israel-Premier Tech IPT | Israel-Premier Tech IPT  | Israel-Premier Tech IPT |
| ----------------------- | ------------------------ | ----------------------- |
| Num                     | Coureur                  | Pos                     |
| 31                      | Sebastian Berwick (AUS)  | AB                      |
| 32                      | Christopher Froome (GBR) | 11e                     |
| 33                      | Jakob Fuglsang (DEN)     | 1er                     |
| 34                      | Omer Goldstein (ISR)     | AB                      |
| 35                      | Hugo Houle (CAN)         | 35e                     |
| 36                      | James Piccoli (CAN)      | AB                      |
| 37                      | Michael Woods (CAN)      | 2e                      |

| Intermarché-Wanty-Gobert Matériaux IWG | Intermarché-Wanty-Gobert Matériaux IWG | Intermarché-Wanty-Gobert Matériaux IWG |
| -------------------------------------- | -------------------------------------- | -------------------------------------- |
| Num                                    | Coureur                                | Pos                                    |
| 41                                     | Jan Bakelants (BEL)                    | 24e                                    |
| 42                                     | Théo Delacroix (FRA)                   | 48e                                    |
| 43                                     | Kobe Goossens (BEL)                    | 42e                                    |
| 44                                     | Louis Meintjes (RSA)                   | 6e                                     |
| 45                                     | Hugo Page (FRA)                        | 57e                                    |
| 46                                     | Georg Zimmermann (GER)                 | 22e                                    |

| Lotto-Soudal LTS | Lotto-Soudal LTS         | Lotto-Soudal LTS |
| ---------------- | ------------------------ | ---------------- |
| Num              | Coureur                  | Pos              |
| 51               | Carlos Barbero (ESP)     | 55e              |
| 52               | Steff Cras (BEL)         | 5e               |
| 53               | Andreas Kron (DEN)       | 20e              |
| 54               | Harry Sweeny (AUS)       | AB               |
| 55               | Maxim Van Gils (BEL)     | 41e              |
| 56               | Xandres Vervloesem (BEL) | AB               |
| 57               | Tim Wellens (BEL)        | 56e              |

| Movistar Team MOV | Movistar Team MOV                  | Movistar Team MOV |
| ----------------- | ---------------------------------- | ----------------- |
| Num               | Coureur                            | Pos               |
| 61                | Iñigo Elosegui (ESP)               | AB                |
| 62                | Abner González (PUR)               | 58e               |
| 63                | Matteo Jorgenson (USA)             | 7e                |
| 64                | Gregor Mühlberger (AUT)            | 12e               |
| 65                | Óscar Rodríguez Garaicoechea (ESP) | AB                |
| 66                | Sergio Samitier (ESP)              | AB                |

| Equipo Kern Pharma EKP | Equipo Kern Pharma EKP | Equipo Kern Pharma EKP |
| ---------------------- | ---------------------- | ---------------------- |
| Num                    | Coureur                | Pos                    |
| 71                     | Jon Agirre (ESP)       | AB                     |
| 72                     | Jordi López (ESP)      | AB                     |
| 73                     | José Félix Parra (ESP) | 15e                    |
| 74                     | Urko Berrade (ESP)     | AB                     |
| 75                     | Diego López (ESP)      | AB                     |
| 76                     | Ibon Ruiz (ESP)        | AB                     |
| 77                     | Iván Moreno (ESP)      | 36e                    |

| TotalEnergies TEN | TotalEnergies TEN        | TotalEnergies TEN |
| ----------------- | ------------------------ | ----------------- |
| Num               | Coureur                  | Pos               |
| 81                | Víctor de la Parte (ESP) | 53e               |
| 82                | Fabien Doubey (FRA)      | AB                |
| 83                | Valentin Ferron (FRA)    | 37e               |
| 84                | Alan Jousseaume (FRA)    | AB                |
| 85                | Pierre Latour (FRA)      | AB                |
| 86                | Paul Ourselin (FRA)      | 50e               |
| 87                | Alexis Vuillermoz (FRA)  | 18e               |

| B&B Hotels-KTM BBK | B&B Hotels-KTM BBK          | B&B Hotels-KTM BBK |
| ------------------ | --------------------------- | ------------------ |
| Num                | Coureur                     | Pos                |
| 91                 | Jonathan Hivert (FRA)       | AB                 |
| 91                 | Cyril Gautier (FRA)         | AB                 |
| 92                 | Franck Bonnamour (FRA)      | 49e                |
| 93                 | Sebastian Schönberger (AUT) | 14e                |
| 95                 | Quentin Jauregui (FRA)      | 33e                |
| 96                 | Eliot Lietaer (BEL)         | 27e                |
| 97                 | Pierre Rolland (FRA)        | AB                 |

| Arkéa-Samsic ARK | Arkéa-Samsic ARK       | Arkéa-Samsic ARK |
| ---------------- | ---------------------- | ---------------- |
| Num              | Coureur                | Pos              |
| 101              | Warren Barguil (FRA)   | 16e              |
| 102              | Maxime Bouet (FRA)     | 26e              |
| 103              | Nicolas Edet (FRA)     | 40e              |
| 104              | Michel Ries (LUX)      | 9e               |
| 105              | Łukasz Owsian (POL)    | 47e              |
| 106              | Dayer Quintana (COL)   | 23e              |
| 107              | Alessandro Verre (ITA) | AB               |

| Saint Michel-Auber 93 AUB | Saint Michel-Auber 93 AUB | Saint Michel-Auber 93 AUB |
| ------------------------- | ------------------------- | ------------------------- |
| Num                       | Coureur                   | Pos                       |
| 111                       | Stéphane Rossetto (FRA)   | 21e                       |
| 112                       | Joris Delbove (FRA)       | AB                        |
| 113                       | Flavien Maurelet (FRA)    | AB                        |
| 114                       | Romain Cardis (FRA)       | 60e                       |
| 116                       | Yoann Paillot (FRA)       | AB                        |

| Nice Métropole Côte d'Azur NMC | Nice Métropole Côte d'Azur NMC | Nice Métropole Côte d'Azur NMC |
| ------------------------------ | ------------------------------ | ------------------------------ |
| Num                            | Coureur                        | Pos                            |
| 121                            | Antoine Berlin (MON)           | 38e                            |
| 122                            | Jonathan Couanon (FRA)         | AB                             |
| 123                            | Tristan Delacroix (FRA)        | 61e                            |
| 124                            | Jean Goubert (FRA)             | 59e                            |
| 125                            | Andrea Mifsud                  | AB                             |
| 126                            | Julien Amadori (FRA)           | AB                             |
| 127                            | Maxime Urruty (FRA)            | AB                             |

| Team U Nantes Atlantique 194 | Team U Nantes Atlantique 194  | Team U Nantes Atlantique 194 |
| ---------------------------- | ----------------------------- | ---------------------------- |
| Num                          | Coureur                       | Pos                          |
| 131                          | Louis Barré (FRA)             | AB                           |
| 132                          | Jordan Jegat (FRA)            | 44e                          |
| 133                          | Yaël Joalland (FRA)           | 32e                          |
| 134                          | Mathias Le Turnier (FRA)      | AB                           |
| 135                          | Axel Mariault (FRA)           | AB                           |
| 136                          | Florian Richard Andrade (FRA) | AB                           |
| 137                          | Louis Richard (FRA)           | 25e                          |

| China Glory Continental Cycling Team CGS | China Glory Continental Cycling Team CGS | China Glory Continental Cycling Team CGS |
| ---------------------------------------- | ---------------------------------------- | ---------------------------------------- |
| Num                                      | Coureur                                  | Pos                                      |
| 141                                      | Sean Bennett (USA)                       | 29e                                      |
| 142                                      | Etienne van Empel (NED)                  | AB                                       |
| 143                                      | Reinier Honig (NED)                      | AB                                       |
| 144                                      | Lucas De Rossi (FRA)                     | 51e                                      |
| 145                                      | Changquan Xu (CHN)                       | AB                                       |
| 146                                      | Lyu Xianjing (CHN)                       | AB                                       |
| 147                                      | Nazaerbieke Bieken (CHN)                 | AB                                       |

| Electro Hiper Europa-Caldas EHE | Electro Hiper Europa-Caldas EHE   | Electro Hiper Europa-Caldas EHE |
| ------------------------------- | --------------------------------- | ------------------------------- |
| Num                             | Coureur                           | Pos                             |
| 151                             | Miguel Ángel Ballesteros (ESP)    | 52e                             |
| 152                             | José María García Soriano (ESP)   | 45e                             |
| 153                             | Mateu Estelrich (ESP)             | AB                              |
| 154                             | Thomas Armstrong (GBR)            | 62e                             |
| 155                             | Pablo Alonso Montes (ESP)         | AB                              |
| 156                             | Heberth Alejandro Gutiérrez (COL) | 43e                             |
| 157                             | Esteban Guerrero (COL)            | AB                              |

| Global 6 Cycling GLC | Global 6 Cycling GLC   | Global 6 Cycling GLC |
| -------------------- | ---------------------- | -------------------- |
| Num                  | Coureur                | Pos                  |
| 161                  | Dylan Sunderland (AUS) | 54e                  |
| 162                  | James Mitri (NZL)      | AB                   |
| 163                  | Nícolas Sessler (BRA)  | AB                   |
| 164                  | Ukko Peltonen (FIN)    | AB                   |
| 165                  | Conor Schunk (USA)     | AB                   |
| 166                  | Alex Williams (NZL)    | AB                   |

### Classements UCI
La course attribue le même nombre de points pour l'UCI Europe Tour 2021 et le Classement mondial UCI (pour tous les coureurs), avec le barème suivant :
| Position           | 1er | 2e | 3e | 4e | 5e | 6e | 7e | 8e | 9e | 10e | 11e | 12e | 13e à 15e | 16e à 25e |
| Classement général | 125 | 85 | 70 | 60 | 50 | 40 | 35 | 30 | 25 | 20  | 15  | 10  | 5         | 3         |

## Prix versés
La course attribue un total de 2 700 €, répartie comme suit :
| Position                  | 1er   | 2e    | 3e    |
| Classement général        | 000 € | 000 € | 000 € |
| Classement de la montagne | 600 € | 300 € | 200 € |
| Classement par points     | 400 € | 200 € | 100 € |
| Classement des jeunes     | 300 € | 200 € | 100 € |

Le prix du meilleur combatif octroie une attribution de 300 €.

## Droits de diffusion
En France, c'est Eurosport 1 qui dispose des droits de diffusion en exclusivité, avec une prise d'antenne à partir de 12h45, permettant une couverture des trois dernières heures de la course.